# Chris Carter (Musiker)
Chris Carter (* 28. Januar 1953 in Islington, London, England) ist ein englischer Experimental-Musiker. Er wurde vornehmlich als Gründungsmitglied des Musikprojektes Throbbing Gristle (TG) zusammen mit Cosey Fanni Tutti, Peter Christopherson und Genesis P-Orridge bekannt.
Nach Auflösung der Gruppe (Abschlusskonzert am 29. Mai 1981 in San Francisco) gründete er zusammen mit seiner Partnerin Cosey Fanni Tutti die Synthiepopgruppe Chris & Cosey. Carter betreibt zusammen mit Cosey das eigene Label Conspiracy International (CTI). Carters Arbeiten reichen audio-visuell von experimentellen 8-mm- und 16-mm-Filmarbeiten bis zu Soundexperimenten. Chris Carter hat unter anderem mit Annie Lennox und Dave Stewart (damals noch Eurythmics), Coil, Boyd Rice, Monte Cazazza zusammengearbeitet. Chris und die oben genannten anderen Originalmitglieder von Throbbing Gristle haben sich 2002 für eine CD-Session (TG24) wieder zusammengefunden. Überdies remasterte und überarbeitete Carter zahlreiche TG-Aufnahmen digital.
Aktuell leitet Carter (zeitweilig gemeinsam mit dem Komponisten John Richards) „Do it yourself“-Workshops, in denen elektroakustische Musikinstrumente aus Fundstücken, Transistoren, Schaltkreisen u. ä. selbstgebaut und anschließend als Dirty Electronics Ensemble aufgeführt werden.